# C. Richard Robins
Charles Richard (Dick) Robins (* 25. November 1928 in Harrisburg, Pennsylvania; † 12. November 2020 in Lawrence, Kansas), meist als C. Richard Robins zitiert, war ein US-amerikanischer Hochschullehrer, Umweltschützer und Ichthyologe.

## Leben
Robins war das dritte und jüngste Kind von Helen Ayers Robins und Claude Revere Robins. Sein Vater war Schmuckgroßhändler und späterer Bürgermeister von Harrisburg. Bereits in jungen Jahren interessierte sich Robbins für die Natur, insbesondere für Vögel, und für die Publikationen des Ornithologen Arthur A. Allen (1885–1964) von der Cornell University in Ithaca, New York, damals ein Zentrum der ornithologischen Forschung. Mit dem Wunsch, unter Allen zu studieren, trat Robins 1946 in Cornell ein, wo er 1949 seinen Bachelor erwarb. Da sich jedoch zu diesem Zeitpunkt der Forschungsschwerpunkt der biologischen Abteilung unter der Leitung des Ichthyologen Edward C. Raney (1909–1984) von Vögeln auf Fische verlagert hatte, wechselte Robins für sein Doktoratsstudium zur Fischkunde. 1954 wurde er mit der Dissertation A taxonomic revision of the Cottus bairdi and Cottus carolinae species groups in eastern North America (Pisces, Cottidae) zum Ph.D. promoviert. Diese Schrift ist eine Überarbeitung der im östlichen Nordamerika vorkommenden Groppen aus den Artkomplexen um Cottus bairdi und Cottus carolinae. Sein Interesse an Vögeln blieb jedoch für den Rest seines Lebens bestehen.
Von 1954 bis 1956 arbeitete Robins im Forschungslabor für biologische Kriegsführung des United States Army Chemical Corps in Fort Detrick, Maryland, wo er wichtige berufliche Kontakte knüpfen konnte. Im Jahr 1956 wechselte er zum Meeresforschungslabor der University of Miami und arbeitete dort eng mit John Ernest Randall zusammen, der später ein renommierter Fischkundler werden sollte. Nach dem Fortgang von Randall baute Robins eine umfangreiche Sammlung von Fischen aus dem tropischen Atlantik auf. Er war Autor oder Co-Autor von über 200 wissenschaftlichen Veröffentlichungen, darunter die Erstbeschreibungen von etwa 100 neuen Gattungen und Arten, und betreute zahlreiche Doktoranden und Masterstudenten. Er nahm an zahlreichen Tauchexpeditionen auf Forschungs-U-Booten teil, einschließlich eine nach Kuba. Gemeinsam mit Carleton Ray verfasste er 1986 den Peterson Field Guide to Atlantic Coast Fishes of North America. Des Weiteren lehrte er ehrenamtlich Einführungskurse zu Umweltthemen und war einer der Gründer der Environmental Protection Agency (EPA), wo er sechs Jahre lang als Beiratsmitglied diente.
In den 1960er Jahren war Robins Vorsitzender des Promotionsausschusses von Catherine Hale, die an einer umfassenden Studie über die Grubenaale, eine Familie von Aalartigen, die in der Tiefsee vorkommen, arbeitete. Aufgrund einer persönlichen Beziehung zu Hale, die 1965 in der Ehe der beiden mündete, zog sich Robins aus dem Prüfungsgremium zurück. Hale setzte ihre wissenschaftliche Forschung im Bereich der Ichthyologie für etwa zwei Jahrzehnte fort. Als talentierte Künstlerin (sie fertigte Illustrationen für ihre eigenen Arbeiten sowie für die ihrer Kollegen an) wechselte sie schließlich von der Meeresbiologie zur Bildhauerei und erhielt zahlreiche Auszeichnungen für ihre Werke.
1966 wurde Robins von der Marine Science Graduate Student Organization als Dozent des Jahres ausgezeichnet und erhielt 1967 den Outstanding Teacher Award der University of Miami. Im Jahr 1990 wurde er mit dem Sigma Xi Professor of the Year Award der University of Miami ausgezeichnet. Eine weitere Auszeichnung war die Ernennung zum Jessup-Stipendiaten an der Academy of Natural Sciences of Philadelphia im Jahr 1960.
Robins ging 1994 in den Ruhestand und lebte mit seiner Frau auf einem 25 Hektar großen Grundstück in der Nähe von Lawrence, Kansas, wo das Paar eine Vielzahl von Haustieren und Nutztieren hielt. Er arbeitete noch einige Jahre als emeritierter Professor für Ichthyologie an der University of Kansas.

## Dedikationsnamen
Nach Robins sind die Gattungen Robinsia Böhlke & Smith, 1967 und Robinsichthys Birdsong, 1988 sowie die Arten Apogon robinsi Böhlke & Randall, 1968, Bothus robinsi Topp & Hoff, 1972, Etmopterus robinsi Schofield & Burgess, 1997, Gymnothorax robinsi Böhlke, 1997, Lepidotrigla robinsi Richards, 1997, Lipogramma robinsi Gilmore, 1997, Lygdamis robinsi Jeldes & Lefevre, 1959, Ophidion robinsi Fahay, 1992, Opistognathus robinsi Smith-Vaniz, 1997, Priolepis robinsi Garzón-Ferreira & Acero P., 1991 und Trachonurus robinsi Iwamoto, 1997 benannt. Die Arten Atractodenchelys robinsorum Karmovskaya, 2003, Calamopteryx robinsorum Cohen, 1973, Dysomma robinsorum Ho & Tighe, 2018, Helicometra robinsorum Overstreet & Martin, 1974, Myxine robinsorum Wisner & McMillan, 1995 und Sciadonus robinsorum Nielsen, 2018 sind nach Robins und seiner Frau benannt. Die Grubenaalart Ilyophis robinsae Sulak & Shcherbachev, 1997 wurde nach Catherine Hale Robins benannt.

## Erstbeschreibungen von C. Richard Robins
- Akko Birdsong & Robins, 1995
- Akko dionaea Birdsong & Robins, 1995
- Atractodenchelys Robins & Robins, 1970
- Atractodenchelys phrix Robins & Robins, 1970
- Barbulifer antennatus Böhlke & Robins, 1968
- Chaenopsis limbaughi Robins & Randall, 1965
- Chaenopsis resh Robins & Randall, 1965
- Chaenopsis stephensi Robins & Randall, 1965
- Chlopsis olokun (Robins & Robins, 1966)
- Coryphopterus alloides Böhlke & Robins, 1960
- Coryphopterus dicrus Böhlke & Robins, 1960
- Coryphopterus eidolon Böhlke & Robins, 1960
- Coryphopterus hyalinus Böhlke & Robins, 1962
- Coryphopterus lipernes Böhlke & Robins, 1962
- Coryphopterus thrix Böhlke & Robins, 1960
- Cottus baileyi Robins, 1961
- Cottus girardi Robins, 1961
- Cottus hypselurus Robins & Robison, 1985
- Cottus kanawhae Robins, 2005
- Draculo shango (Davis & Robins, 1966)
- Dudresnaya capricornica Robins & Kraft, 1985
- Dysomma goslinei Robins & Robins, 1976
- Dysomma tridens Robins, Böhlke & Robins, 1989
- Elacatinus atronasus (Böhlke & Robins, 1968)
- Elacatinus evelynae (Böhlke & Robins, 1968)
- Elacatinus genie (Böhlke & Robins, 1968)
- Elacatinus illecebrosus (Böhlke & Robins, 1968)
- Elacatinus louisae (Böhlke & Robins, 1968)
- Elacatinus prochilos (Böhlke & Robins, 1968)
- Elacatinus randalli (Böhlke & Robins, 1968)
- Elacatinus tenox (Böhlke & Robins, 1968)
- Elacatinus xanthiprora (Böhlke & Robins, 1968)
- Evermannichthys convictor Böhlke & Robins, 1969
- Evermannichthys silus Böhlke & Robins, 1969
- Ginsburgellus Böhlke & Robins, 1968
- Gobiosoma grosvenori (Robins, 1964)
- Gymnoscyphus Böhlke & Robins, 1970
- Gymnoscyphus ascitus Böhlke & Robins, 1970
- Haptenchelys Robins & Martin, 1976
- Haptenchelys texis Robins & Martin, 1976
- Haptoclinus Böhlke & Robins, 1974
- Haptoclinus apectolophus Böhlke & Robins, 1974
- Ilyophis arx Robins, 1976
- Jeboehlkia Robins, 1967
- Jeboehlkia gladifer Robins, 1967
- Lepophidium aporrhox Robins, 1961
- Lepophidium collettei Robins, Robins & Brown, 2012
- Lepophidium crossotum Robins, Robins & Brown, 2012
- Lepophidium cultratum Robins, Robins & Brown, 2012
- Lepophidium entomelan Robins, Robins & Brown, 2012
- Lepophidium gilmorei Robins, Robins & Brown, 2012
- Lepophidium hubbsi Robins & Lea, 1978
- Lepophidium inca Robins & Lea, 1978
- Lepophidium kallion Robins, 1959
- Lepophidium pheromystax Robins, 1960
- Lepophidium robustum Robins, Robins & Brown, 2012
- Lepophidium staurophor Robins, 1959
- Lepophidium wileyi Robins, Robins & Brown, 2012
- Lepophidium zophochir Robins, Robins & Brown, 2012
- Lipogramma evides Robins & Colin, 1979
- Lipogramma regia Robins & Colin, 1979
- Lucifuga spelaeotes Cohen & Robins, 1970
- Lythrypnus elasson Böhlke & Robins, 1960
- Lythrypnus nesiotes Böhlke & Robins, 1960
- Lythrypnus okapia Robins & Böhlke, 1964
- Lythrypnus phorellus Böhlke & Robins, 1960
- Lythrypnus spilus Böhlke & Robins, 1960
- Monobrachium antarcticum Robins, 1972
- Moxostoma ariommum Robins & Raney, 1956
- Moxostoma lachneri Robins & Raney, 1956
- Moxostoma milleri Robins & Raney, 1957
- Ophidion antipholus Lea & Robins, 2003
- Ophidion dromio Lea & Robins, 2003
- Ophidion exul Robins, 1991
- Ophidion guianense Lea & Robins, 2003
- Ophidion lagochila (Böhlke & Robins, 1959)
- Ophidion metoecus Robins, 1991
- Ophidion nocomis Robins & Böhlke, 1959
- Ophidion puck Lea & Robins, 2003
- Ophidion selenops Robins & Böhlke, 1959
- Opsanus phobetron Walters & Robins, 1961
- Otophidium chickcharney Böhlke & Robins, 1959
- Otophidium dormitator Böhlke & Robins, 1959
- Phaeoptyx Fraser & Robins, 1970
- Plectranthias garrupellus Robins & Starck, 1961
- Protammodytes sarisa (Robins & Böhlke, 1970)
- Raneya Robins, 1961
- Sanopus astrifer (Robins & Starck, 1965)
- Serranus chionaraia Robins & Starck, 1961
- Serranus maytagi Robins & Starck, 1961
- Sirembo metachroma Cohen & Robins, 1986
- Symphurus arawak Robins & Randall, 1965
- Tetrapturus pfluegeri Robins & de Sylva, 1963
- Tigrigobius dilepis (Robins & Böhlke, 1964)
- Tigrigobius saucrus (Robins, 1960)
- Tigrigobius zebrellus (Robins, 1958)
- Varicus Robins & Böhlke, 1961
- Varicus bucca Robins & Böhlke, 1961